# 菲尔·史密斯 (篮球运动员)
菲利普·约翰·史密斯 AM（英語：Philip John Smyth，1958年5月11日—），澳大利亚篮球运动员、教练，曾四次代表澳大利亚参加夏季奥运会男子篮球比赛，也曾随堪培拉大炮队获得3次全国篮球联赛（NBL）总冠军，之后成为NBL阿德莱德36人队的主教练，并获得3次总冠军。